# 庫拉托夫斯基閉包公理
庫拉托夫斯基閉包公理可來定義一個集上的拓扑結構，它和以開集作定義拓樸結構的公理等價。

## 定义
拓樸空間 {\displaystyle (X,\operatorname {cl} )} 是集合 {\displaystyle X} 及作用在 {\displaystyle X} 的冪集上的閉包算子
{\displaystyle \operatorname {cl} :{\mathcal {P}}(X)\to {\mathcal {P}}(X)}。
閉包算子需符合以下條件：
1. {\displaystyle A\subseteq \operatorname {cl} (A)\!}
2. {\displaystyle \operatorname {cl} (\operatorname {cl} (A))=\operatorname {cl} (A)\!} (等冪性)
3. {\displaystyle \operatorname {cl} (A\cup B)=\operatorname {cl} (A)\cup \operatorname {cl} (B)\!}
4. {\displaystyle \operatorname {cl} (\varnothing )=\varnothing \!}

如果不要求第二个公理即幂等公理，则剩下的公理定义了预闭包算子。

## 等價的證明
從由閉包算子定義的拓撲空間開始。A 稱為在{\displaystyle (X,\operatorname {cl} )} 是閉合的，若{\displaystyle A=\operatorname {cl} (A)}。亦即，X 的閉集是閉包算子的不動點。
若稱「開集」為其補集為閉集的集合，則所有開集會形成一個拓撲，證明如下：
1. 由公理4.可知{\displaystyle \varnothing \!}為閉集；由公理1.及閉包算子的閉合性可知X 為閉集。因此，X 及{\displaystyle \varnothing \!}（分別為{\displaystyle \varnothing \!}及X 的補集）為開集。
2. 令X 的子集{\displaystyle {A_{i}},i\in \Lambda \!}（其中{\displaystyle \Lambda }為任意集合）皆為開集，由公理1.及閉集的定義可知{\displaystyle \bigcup _{i\in \Lambda }A_{i}}為開集。
3. 令X 的子集A 及B 為開集，由公理3.可知{\displaystyle A\cap B}為開集。

相反地，由開集定義的拓撲也可推導至由閉包算子定義的拓撲空間。令外，也可得出下列等價的定義：
兩個拓撲空間之間的函數
{\displaystyle f:(X,\operatorname {cl} )\to (X',\operatorname {cl} ')}
稱為連續的，若對所有X 的子集A'，
{\displaystyle f(\operatorname {cl} (A))\subset \operatorname {cl} '(f(A))}
一個點稱之為在{\displaystyle (X,\operatorname {cl} )}內是接近A 的，若{\displaystyle p\in \operatorname {cl} (A)}。